# バキュームエンジン

バキュームエンジンのアニメーション

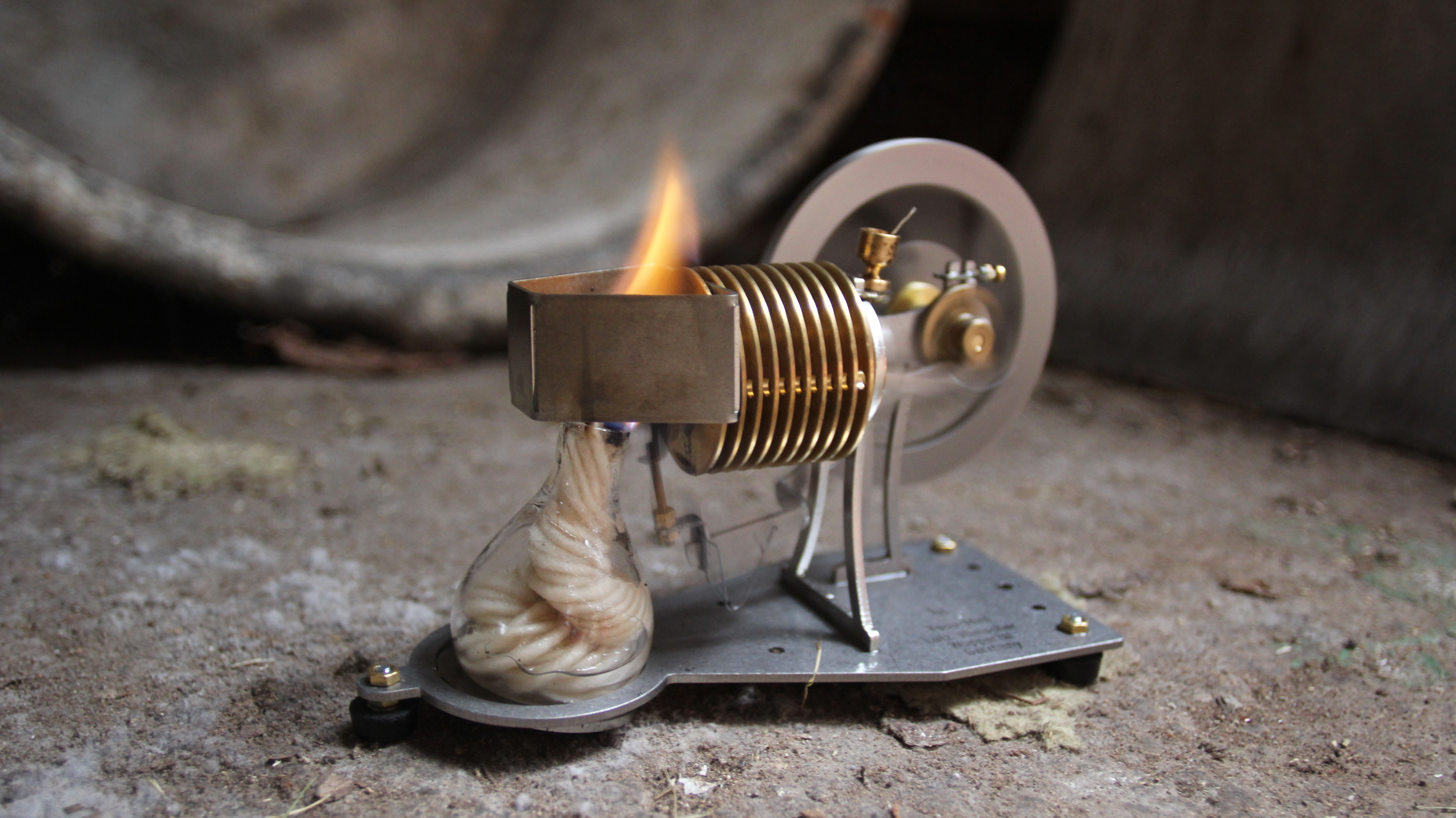
flame-licker エンジンの写真

バキュームエンジン（真空機関、英語：vacuum engine, ドイツ語：Flammenfresser）は、19世紀（諸説あり）に幾多の熱機関が跋扈する中で開発された外燃機関の一種。
シリンダヘッドに開閉する給排気口を持つ。吸気行程で給排気口の前に設置されたトーチやバーナ等の熱源から燃焼ガス等の熱気をシリンダ内に取り入れ、ピストンが下死点付近に来たときに給排気口を閉塞し、熱気の冷却時の減圧によってピストンがクランク側から大気圧によって押されて回転力を得る。その後熱気が圧縮される前に給排気口を開き慣性力により動くピストンで押し出して排気する。そして再び吸気行程へ戻る。
ドイツ語でFlammenfresserとは「火を喰らうもの」という意味で、作動時にシリンダの給排気口から火を吸い込む様はまさに言いえている。
電気モーター、ガソリンエンジン等に比して実用性に乏しく、現在ではおもちゃや模型の動力源、あるいはこのエンジンそのものをおもちゃとして楽しむために用いられ、軽井沢ワールドトイミュージアム等においてその名残を見ることができる。
また、トーマス・セイヴァリの蒸気の凝縮を利用した揚水装置もバキュームエンジン(真空機関）と呼ばれる。